# Еріх фон Кільмансеґ
Граф Еріх фон Кільмансеґ (нім. Erich Graf von Kielmansegg; *13 лютого 1847, Ганновер, Ганноверське королівство — †5 лютого 1923, Відень, Австрія) — австро-угорський державний діяч, міністр-президент Цислейтанії в 1895. Єдиний глава уряду — протестант після канцлера Бейста.

## Життя і кар'єра
Народився в сім'ї Едварда фон Кільмансеґа (1804-1879), міністр-президента Ганноверського королівства і Юліани фон Цестерфлет (1808-1880). Виріс в Ганновері і Франкфурті-на-Майні, навчався в Гейдельберзькому університеті. Після поразки Ганновера в Австро-пруссько-італійської війні в 1866 і анексії королівства Пруссією, емігрував разом з сім'єю в Австрії. Вивчав право у Віденському університеті, в 1870 вступив на австрійську державну службу. У 1871-1873 працював секретарем міністр-президента Адольфа фон Ауершперга.
З 1876 по 1881 був окружним начальником (Bezirkshauptmann) Бадена (Нижня Австрія). У 1882-1886 працював в адміністраціях Буковини і Каринтії в Чернівцях і Клагенфурті. Потім вступив на службу в Міністерство внутрішніх справ, став шефом секції державної поліції. У 1884, під час роботи на Буковині, одружився з Анастасією Лебедевне фон Лебедефф.
З 17 жовтня 1889 по 28 червня 1911 (з перервою на період роботи на посаді міністр-президента в 1895) Кільмансеґ був штатгальтером Нижньої Австрії.
18 червня — 30 вересня 1895 Кільмансеґ, як довірена особа імператора Франца Йосифа, займав пост глави перехідного (ділового) кабінету і міністра внутрішніх справ. Його уряд з самого початку оголосив себе технічним, чинним аж до затвердження постійного кабінету.
У 1906 набрала чинності розроблена Кільмансеґом реформа канцелярії, яка спростила рух справ в Нижній Австрії. Надалі основні положення реформи були поширені і на інші регіони. Сприяв розвитку спорту і туризму, був шанувальником нового виду транспорту — автомобілів.
Кільмансеґ помер 5 лютого 1923 в своїй квартирі на Ратхаусштрассе у Відні від запалення легенів, похований на Деблінгському цвинтарі.